# Igreja de Nossa Senhora dos Navegantes (Redinha)
Existem duas igrejas na Redinha dedicadas a Nossa Senhora dos Navegantes, que é a padroeira do bairro.
A primeira foi erguida pelos pescadores por volta de 1922, bem pequena e branca, porém erguida de frente para o mar. Em 1954, os veranistas construíram outra igreja na praia, a única do Brasil construída a partir de pedras retiradas do mar. Esta, por ter sido erguida com a frente para o continente, de costas para o mar, gerou indignação por parte dos pescadores, que por tradição continuam frequentando a igreja mais antiga.
Na Festa de Nossa Senhora dos Navegantes, realizada há mais de 100 anos há duas procissões, com duas imagens: a da capelinha antiga é a imagem da Procissão Marítima, pelas águas do rio Potengi, entre a Boca da Barra e os confins da Base Naval; e a imagem da igreja preta que vai por terra, levada pelos veranistas ao longo das ruas e becos da vila.
|               |  |             |
| Igreja antiga |  | Igreja nova |